# یواس‌اس کلوی (اف‌اف-۱۰۳۸)
یواس‌اس کلوی (اف‌اف-۱۰۳۸) (به انگلیسی: USS McCloy (FF-1038)) یک کشتی بود که طول آن ۳۷۱٫۴ فوت (۱۱۳٫۲ متر) بود. این کشتی در سال ۱۹۶۲ ساخته شد.